# Коллеги (повесть)
«Коллеги» —  повесть  Василия Аксёнова (1959), посвящённая будням советской молодёжи. Впервые опубликована в журнале «Юность» (1960)
.

## Сюжет
Три друга — Александр Зеленин, Владислав Карпов, Алексей Максимов — вместе учились в Ленинградском медицинском институте. После вуза они по распределению разъезжаются по стране — Максимов и Карпов попадают в санитарно-карантинный отдел Ленинградского морского порта, а Зеленин уезжает врачом в сельскую больницу в северный посёлок Круглогорье.
Вновь они встречаются в Круглогорье, но радость встречи омрачает трагическое обстоятельство — уголовник Фёдор Бугров из ревности и мести тяжело ранит доктора Зеленина ножом. И теперь жизнь Александра Зеленина зависит от врачебного умения его друзей Владислава и Алексея, поскольку других врачей в посёлке на тот момент не было. Друзья спасают Зеленина от смерти

## Литературные особенности
Повесть «Коллеги» давала критический взгляд на советский образ жизни, который в литературных произведениях в стиле традиционного соцреализма в 60-e годы не присутствовал. В этом смысле «Коллеги» можно назвать новаторским произведением, притом, что влияние художественной литературы в тот период было гораздо более значительным, чем в 21-м веке.

## Экранизация
По повести в 1961 году была написана одноимённая пьеса совместно с Ю. Стабовым. В 1962 году был снят одноимённый фильм. Сценаристами выступали сам Василий Аксёнов и Алексей Сахаров. Режиссёр Алексей Сахаров. В фильме трёх друзей (коллег) сыграли Олег Анофриев, Василий Лановой, Василий Ливанов.